# بيير كبان
بيير كابان، Pierre Cabanes ولد في 23 دجنبر 1930 في بوي-أون-فيلاي Le Puy-en-Velay وتوفي في كليرمون فيران Clermont-Ferrand, ، هو كاتب كتابي ومؤرخ فرنسي ، وأستاذ فخري لتاريخ العصور القديمة في جامعة باريس X-Nanterre ، ورئيس جامعة كليرمون فيران 2 (1977-1982) ، ومسؤول ، من 1992 ، للبعثة الفرنسية للآثار والكتابات في ألبانيا .
واجه بيير كابان الحرب عندما كان طفلاً. شقيقيه الأكبر ووالده منخرطون في المقاومة في منطقة بوي-أون-فيلاي ، مسقط رأسه واثنتان من عماته في منطقة باريس. كان أحد أعمامه ، هنري رندو (1915-1944) ، من رفاق التحرير .
كان جده لأمه هو من طور ذوقه للتاريخ. أكمل دراساته في التاريخ ، التي بدأت في ليون ثم في باريس ، بأطروحة دكتوراه ، أعدت من عام 1965 تحت إشراف بيير ليفيك ، عن منطقة إيبيير في اليونان من وفاة بيروس إلى الغزو الروماني (272-168 av. ج- سي. ).
بعد أن كان مدرسًا في نانت ، التحق بيير كابان بجامعة كليرمون فيران في عام 1969 ، حيث خلف كلود موس في منصب التاريخ اليوناني. وهو أول رئيس لجامعة كليرمون فيران الثانية (1977-1982). ثم تم انتخابه أستاذًا لتاريخ العصور القديمة في جامعة باريس X-Nanterre ، حيث أنهى حياته المهنية. كما شغل منصب رئاسة جمعية أساتذة التاريخ القديم للجامعة (SOPHAU) والتجميعة الخارجية للتاريخ.
في عام 1992 ، طلب منه زملاؤه الأثريون والمؤرخون أن يأخذوا الاتجاه المشترك لموقع Apollonia d'Illyrie حيث أجرى بالفعل فريق فرنسي بقيادة عالم الآثار Léon Rey أعمال تنقيب توقفت بسبب الحرب العالمية الثانية. منذ عام 1976 ، تمكن من البقاء بانتظام في ألبانيا على الرغم من الظروف القاسية للديكتاتورية Hoxhist . على مر السنين ، أقام صداقات قوية مع البروفيسور ألكس بودا ، رئيس أكاديمية العلوم ، ويوسف فريوني ، المترجم الفرنسي لأعمال كاداري ، والعديد من علماء الآثار الألبان ، بالإضافة إلى الدبلوماسيين بيسنيك مصطفى ، الروائي ووزير الخارجية السابق ، ولوان راما ، السفير السابق لدى فرنسا واليونسكو.
طوال حياته المهنية ، عمل مع المجتمع العلمي الألباني ، ولا سيما مع نيريتان سيكا ، وسكندر أنامالي ، وفرانو بريندي ، وفايك دريني ، وشبريزا جونجيكاج ، والمؤرخين وعلماء الآثار اليونانيين ، حيث أنشأ منذ عام 1984 ، من خلال ست ندوات متتالية ، الشروط المحددة للعلم. الحوار والتعاون بين فرنسا واليونان وألبانيا. تبعه ، البعثة الكتابية والأثرية الفرنسية الألبانية إلى موقع Apollonia d'Illyrie بقيادة جان لوك لامبولي وبشكيم فريكاج وشبريزا جونجيكاج وفاك دريني ، ثم ستيفان فيرجير وبيليسا موكا ، بدعم من المعهد الأثري الألباني، ووزارة الخارجية الفرنسية ، والمدرسة الفرنسية بأثينا ، والمدرسة الفرنسية في روما ، والعديد من المعامل البحثية. استضاف مع زوجته مونيك كابان ، التي توفيت في عام 2021 ، العديد من الباحثين الألبان أثناء الإقامة البحثية في فرنسا.
تركز منشورات بيير كابان على شمال اليونان وجنوب إليريا وخصوصياتهم السياسية والاجتماعية والثقافية ، مع التركيز بشكل خاص على إجراءات البريد ، ومكانة المرأة في المجتمع ، والمسائل الدينية ، واقتصاد الترحيل. تدرب على فن الكتابة على يد لويس روبرت، وقام بتحرير مجموعة أعمال ضخمة من النقوش اليونانية من جنوب إليريا وإبيروس ، والتي انتهى نشرها ي عام 2020. قام بتأليف العديد من الأعمال العلمية حول الإيليريين أو تاريخ إبيروس ، وأدار في دار النشر Editions SEUIL الموسوعة " التاريخ الجديد للعصور القديمة »، فضلا عن تاريخ البحر الأدرياتيكي ، المترجم إلى العديد من اللغات. تنشر المدرسة الفرنسية بأثينا حوالي 150 مقالًا علميًا في مجلد خاص
بيير كابان هو والد المؤرخ برونو كابانيس المتخصص في الحرب العالمية الأولى وأستاذ في جامعة ولاية أوهايو وسيسيل كابانيس وفيليب كابانيس.
مات بيير كابان في 13 يونيو 2023 في كليرمون فيران.